# Foikhugaga
Foikhugaga is een bestuurslaag in het regentschap Nias Selatan van de provincie Noord-Sumatra, Indonesië. Foikhugaga telt 1086 inwoners (volkstelling 2010).